# Ræstdzinad

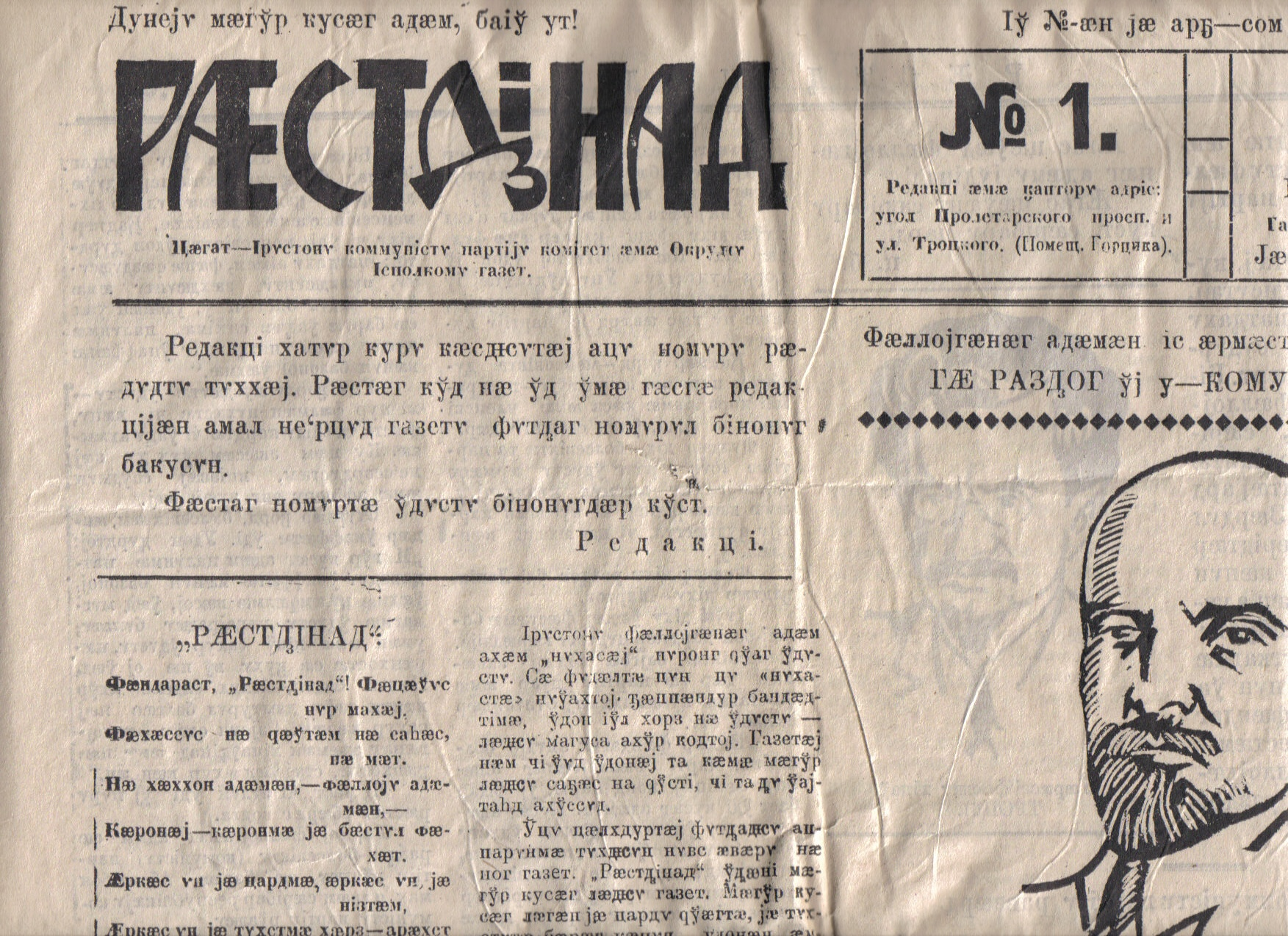
Eerste uitgave van Рæстдзинад

Ræstdzinad (Ossetisch: Рæстдзинад) is een dagelijks verschijnend blad (behalve 's zondags en ' maandags) in de Ossetische taal. De redactie zetelt in Vladikavkaz. De huidige oplage ligt volgens de krant tussen de vijftien en twintigduizend exemplaren daags.
Ræstdzinad verscheen de eerste keer op 14 maart 1923 als het orgaan van het Noord-Ossetische partijcomité. Een van de oud-hoofdredacteuren was de Ossetische dichter Gris Plity. Inmiddels wordt Ræstdzinad gezamenlijke uitgegeven door regering en parlement van de autonome Ossetische republiek in de Russische federatie. De redactie zit in het Pershuis van de republiek aan de Kosta Chetagoerov-prospekt in Vladikavkaz, aan de Georgische heerbaan.